# 後藤純一
後藤 純一（ごとう じゅんいち、1951年 - ）は、日本の経済学者。神戸大学名誉教授。神戸大学経済経営研究所所長、慶應義塾大学総合政策学部教授を歴任。日経・経済図書文化賞受賞。

## 人物
山口県出身。イェール大学大学院修士課程、博士課程修了。PhD、経済学博士。1975年労働省入省。労働経済専門官、世界銀行国際経済局エコノミスト等を経て1991年退官。その後、神戸大学経済経営研究所助教授、教授を経て、2006年研究所長、神戸大学経済経営学会会長。2009年慶應義塾大学総合政策学部教授。2017年定年退職。、神戸大学名誉教授。現職：株式会社後藤経済研究所代表取締役社長。1988年『国際労働経済学―貿易問題への新しい視点』で日経・経済図書文化賞受賞。専門は国際経済学・労働経済学。

## 著書
- 『国際労働経済学 貿易問題への新しい視点』東洋経済新報社 1988
- 『外国人労働の経済学 国際貿易論からのアプローチ』東洋経済新報社 1990
- 『外国人労働者と日本経済 マイグロノミクス(外国人労働者の経済学)のすすめ』有斐閣 1993
- 『Labor in International Trade Theory』Johns Hopkins Unversity Press 1990